# Andrzej Sadlej
Andrzej Jerzy Sadlejⓘ (ur. 9 listopada 1941 w Lublinie, zm. 24 marca 2010) – polski chemik, specjalizujący się w chemii kwantowej i teoretycznej.

## Życiorys
Studiował chemię na Uniwersytecie Warszawskim i Uniwersytecie Jagiellońskim. Studia ukończył w 1964 roku, w 1968 uzyskał stopień doktora, a w 1972 doktora habilitowanego na Uniwersytecie Jagiellońskim. Tytuł naukowy profesora nauk chemicznych uzyskał w 1983 roku.
Pracował w Instytucie Chemii Organicznej Polskiej Akademii Nauk w Warszawie. W 1981 roku wyjechał z Polski, pracował na Uniwersytecie w Lund, a także na uczelniach w Århus, Sheffield oraz na Florida University. Do Polski powrócił w 1996 i podjął pracę na Uniwersytecie Mikołaja Kopernika w Toruniu. Kierował tam utworzonym przez siebie Zakładem Chemii Kwantowej. Był członkiem między innymi American Physical Society, American Chemical Society, European Physical Society i Polskiego Towarzystwa Chemicznego.
Prowadził badania nad wykorzystaniem teorii perturbacji w chemii teoretycznej i mechanice kwantowej, związane m.in. z twierdzeniem Hellmanna-Feynmana. Był jednym z najczęściej cytowanych polskich chemików.
W 2006 roku Uniwersytet Komeńskiego w Bratysławie uhonorował go Złotym Medalem Komeńskiego.

## Wybrane publikacje
- Elementarne metody chemii kwantowej (PWN, 1966)
- Od diagramu Jabłońskiego do relatywistycznej chemii kwantowej (2003, ISBN 83-231-1546-X)